# Lowick (Bocholt)
Lowick ist ein Stadtteil von Bocholt im Kreis Borken in Nordrhein-Westfalen. Bis 1974 war Lowick eine eigenständige Gemeinde.

## Geographie
Lowick liegt am westlichen Rand des Bocholter Stadtgebiets und war ursprünglich eine rein landwirtschaftlich geprägte Streusiedlung. Im Verlauf des 20. Jahrhunderts dehnte sich die Bebauung der Bocholter Kernstadt auf das Gemeindegebiet aus, was zu einem starken Bevölkerungswachstum führte. Südlich der geschlossenen Wohnbebauung von Lowick sind einige mittelständische Industrie- und Handwerksbetriebe angesiedelt. Die ehemalige Gemeinde Lowick besaß eine Fläche von 5,7 Quadratkilometern.

## Geschichte
Lowick ist eine alte westfälische Bauerschaft und wurde erstmals im 10. Jahrhundert urkundlich erwähnt. Eine Dorfschule wurde 1861 eingerichtet. 1962 wurde die katholische Pfarrkirche St. Bernhard durch Joseph Höffner dem Kirchenpatron Bernhard von Clairvaux geweiht. Der Turm der Kirche, die ab 1961 nach Plänen des Münsteraner Diözesanbaurates Alfons Boklage (1911–2003) entstand, ist das Wahrzeichen des Ortes. Seit 2018 gehört die Kirche zur Pfarrei St. Georg Bocholt.
Seit dem 19. Jahrhundert bildete Lowick eine Landgemeinde im Amt Liedern (seit 1937 Amt Liedern-Werth) des Kreises Borken. Am 1. Januar 1975 wurde Lowick durch das Münster/Hamm-Gesetz in die Stadt Bocholt eingegliedert.

## Einwohnerentwicklung
| Jahr | Einwohner | Quelle |
| ---- | --------- | ------ |
| 1818 | 423       | [ 3 ]  |
| 1858 | 474       | [ 6 ]  |
| 1871 | 441       | [ 7 ]  |
| 1885 | 466       | [ 8 ]  |
| 1910 | 807       | [ 9 ]  |
| 1925 | 810       | [ 10 ] |
| 1939 | 1227      | [ 10 ] |
| 1950 | 1418      | [ 2 ]  |
| 1974 | 2784      | [ 2 ]  |
| 2017 | 3989      | [ 1 ]  |

## Bodendenkmäler
Eine Eisenzeitliche Siedlung rund um die heutige Straße Braomweide ist als Bodendenkmal eingetragen.

## Kultur
Träger des lokalen Brauchtums sind die Schützenvereine Lowick St. Bernard 1821 und Lowick rechts der Aa.

## Sport
Die Sportfreunde Lowick 97/30 ist der örtliche Sportverein. Größte Abteilung ist der Bereich Fußball. So stellt der Verein hier seit einigen Jahren regelmäßig Jugendmannschaften auf Landesebene.
Zudem gibt es zahlreiche Angebote im Breiten- und Freizeitsport, einen Tennis- und Volleyballbereich sowie umfassende Turnangebote.
In der Abteilung Taekwondo nehmen Sportler aus Lowick vereinzelt am Bundeskader oder auch europäischen Turnieren und Meisterschaften teil.